# ماپون، کوئینزلند
ماپون (به انگلیسی: Mapoon) یک شهرک در استرالیا است که در کوئینزلند واقع شده‌است.